# Cuisine traditionnelle française

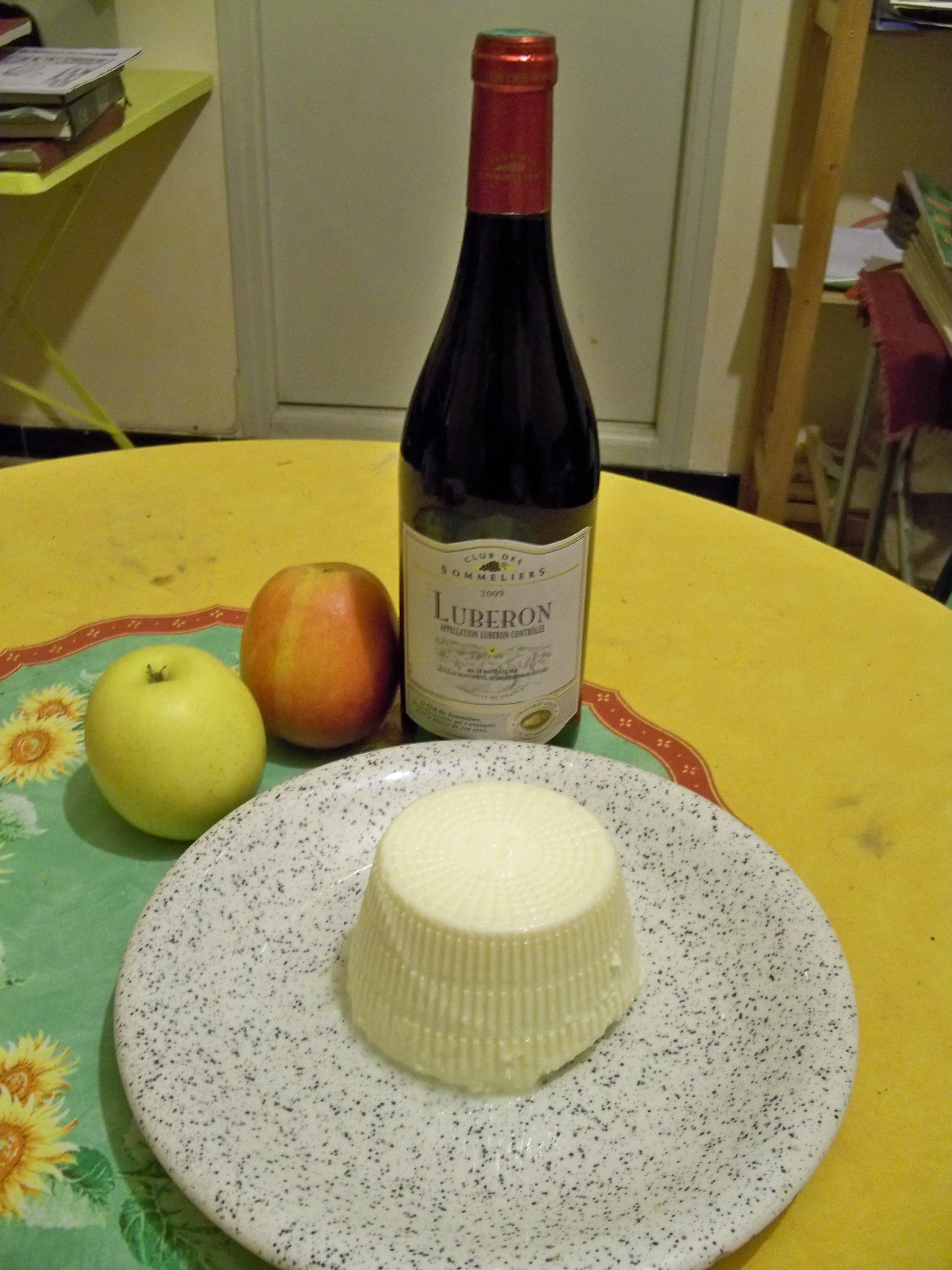
Brousse et bouteille de luberon.

Cuisine traditionnelle est une expression qui fait référence à divers styles gastronomiques dérivés de la culture française. Sa version la plus renommée a formé la base de ce qui est internationalement connu par l'appellation grande cuisine. Elle a été codifiée par plusieurs chefs, notamment par Auguste Escoffier au XXe siècle. En France même pourtant, différents styles de cuisine sont pratiqués et il existe de multiples traditions régionales, si bien qu'il est difficile de parler de la cuisine traditionnelle comme un tout unifié.
Fin 2009, un groupe de gastronomes et de chefs militent pour que le repas gastronomique des Français entre dans le patrimoine mondial de l'UNESCO. Le président de la République française, Nicolas Sarkozy, a appuyé cette demande le 23 février 2008.

## Diversité
Chaque région possède sa propre cuisine :
- la cuisine du Nord-Ouest utilise le beurre, la pomme et la crème (les moules farcies aux amandes) ;
- la cuisine du Sud-Ouest, dans les plaines, utilise la graisse d'oie, le foie gras et l'armagnac (la salade périgourdine) ; dans les vallées, les hauts plateaux et les monts, on utilise la graisse, la viande fraîche et en salaison de cochon, les fromages (roquefort, pérail, fourme de laguiole, recuite), le gibier, la patate et l'huile de noix ;
- la cuisine du Sud-Est, marquée par des influences provençales, se sert de l'huile d'olive, des herbes aromatiques, de l'ail et de la tomate ;
- la cuisine du Nord, marquée par des influences ch'tis, se sert de la pomme de terre, du porc (le sauté de cochon à la moutarde), des endives et de la bière ;
- la cuisine de l'Est, marquée par des influences alsaciennes, se sert du lard, des saucisses, de la choucroute et de la bière.

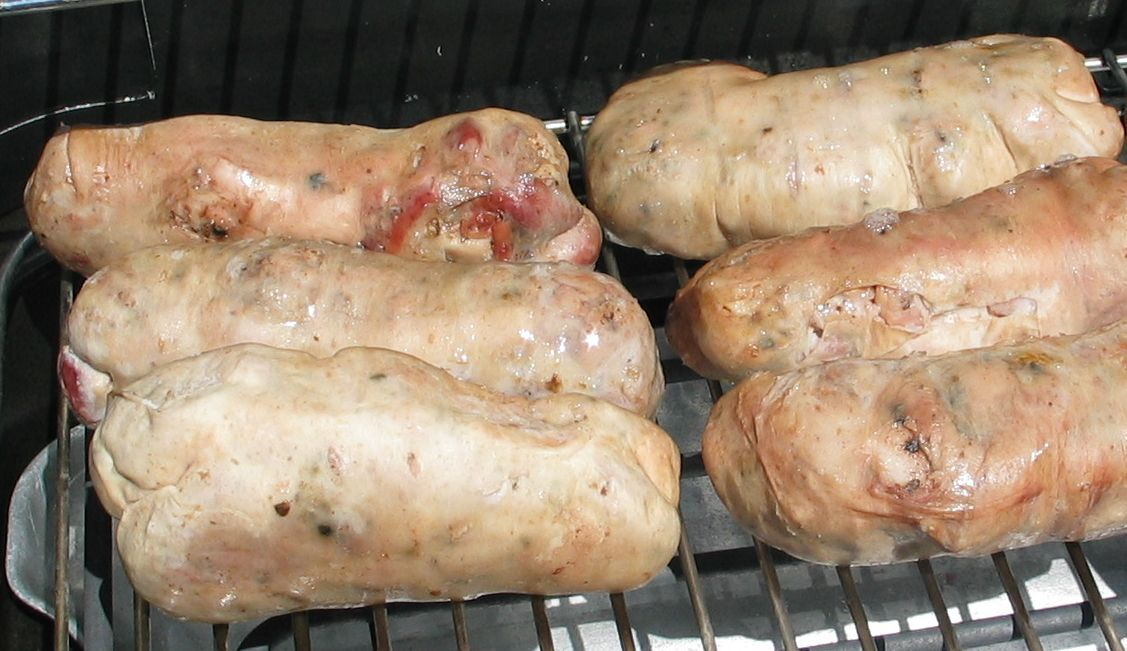
Andouillettes AAAAA de Troyes.

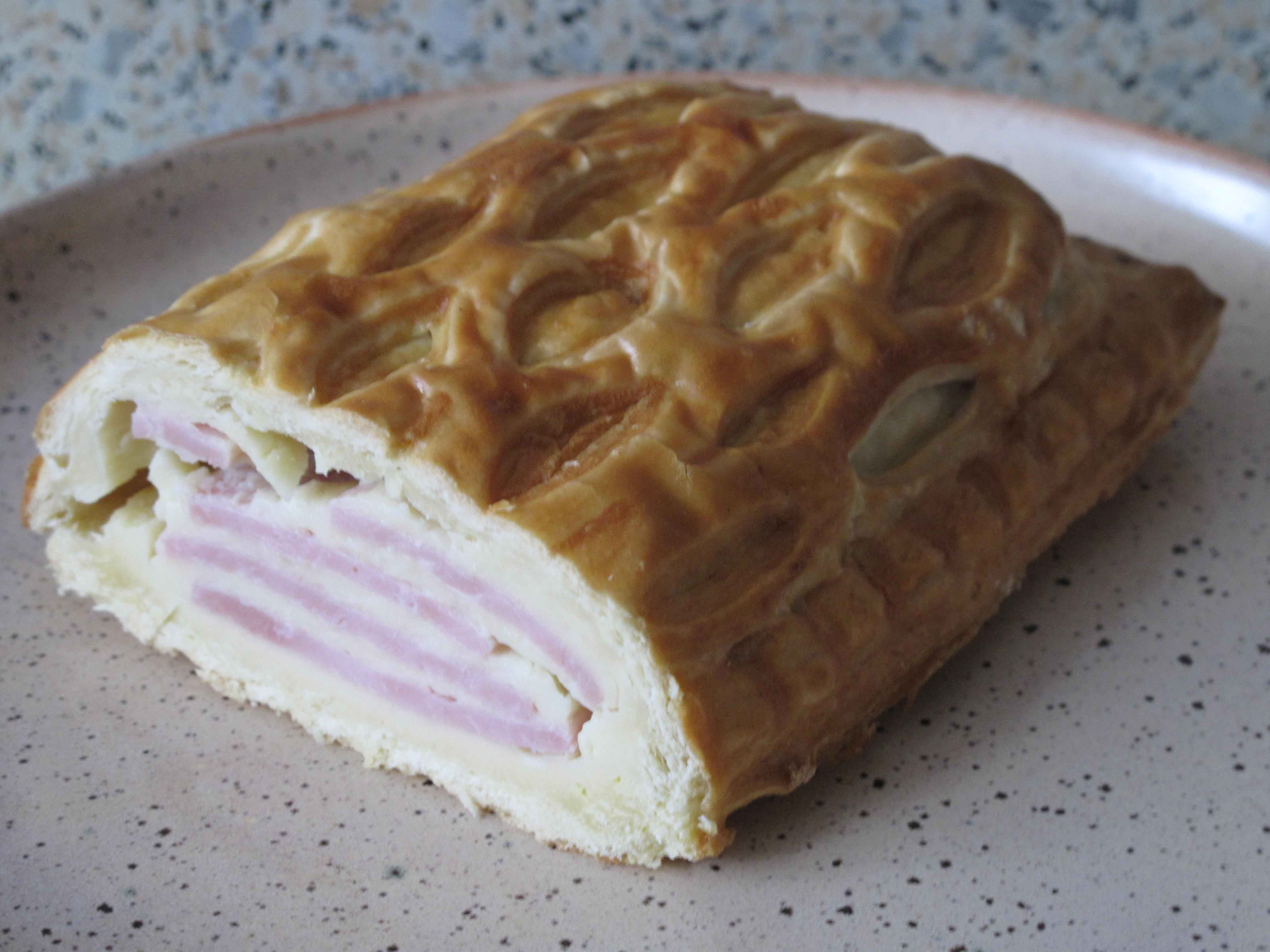
Feuillantine franc-comtoise.

En plus de ces cinq grandes zones régionales, il existe bien d'autres cuisines locales, telles que la cuisine de la vallée de la Loire (fameuse pour ses poissons au vin blanc), la cuisine basque (pour son utilisation de la tomate et de piment) et la cuisine du Roussillon, la cuisine gersoise et ses dérivés d'oies et de canards gras, mais aussi la cuisine du Centre avec son gibier, l'andouillette de Troyes, le pâté aux pommes de terre en Creuse et les poissons d'eau douce (en Brenne), ou encore la cuisine des Alpes, basée sur le fromage fondu, les pommes de terre et les charcuteries, ainsi que la cuisine auvergnate, avec la côte de bœuf à l'os à moelle.
Du fait des mouvements de populations, ces différences régionales ont tendance à s'estomper, mais elles restent clairement marquées, et une personne voyageant à travers la France notera des changements significatifs dans la manière de cuisiner et dans les plats servis. D'ailleurs, la récente attention du consommateur français sur les produits de terroir signifie que la cuisine régionale témoigne d'un fort renouveau en ce XXIe siècle, d'autant plus que le style Slow Food gagne en popularité.
La cuisine traditionnelle française est généralement perçue, en dehors de la France, à travers sa grande cuisine servie dans des restaurants aux prix élevés. Cette cuisine très raffinée a, la plupart du temps, reçu l'influence des cuisines régionales de Lyon et de celles du sud-ouest de la France. Cependant, les Français ne mangent pas, ou ne préparent pas cette cuisine, dans leur vie de tous les jours. Généralement, les personnes âgées tendent à consommer des plats de leur région ou de celle où elles ont vécu, tandis que les plus jeunes sont enclins à manger des spécialités des autres régions, ou encore des spécialités étrangères revisitées.
Les vins français et les fromages français font partie intégrante de la cuisine traditionnelle dans son ensemble, dans laquelle ils sont utilisés comme ingrédients et comme accompagnements. La France est reconnue pour sa gamme étendue de vins et de fromages.